# Platanias
Platanias (gr. Πλατανιάς) – gmina i miejscowość w Grecji (północno-zachodnia część wyspy Kreta), w administracji zdecentralizowanej Kreta, w regionie Kreta, w jednostce regionalnej Chania. Siedzibą gminy jest wieś Gerani. W 2011 r. gmina Platanias liczyła 16 874 mieszkańców, zajmując powierzchnię 492,34 km².

## Gmina
Obecna gmina Platanias została utworzona 1 stycznia 2011 w wyniku połączenia czterech dotychczasowych gmin: dawnej gminy Platanias, Kolimwari, Musuri i Wukolies.
Dawna gmina Platanias funkcjonowała w latach 1997–2010. Zajmowała powierzchnię 74,69 km², obejmując 13 miejscowości: Jerani, Vlacheronitissa, Bryses, Zounaki, Kondomari, Kyparissos, Maleme, Manoliopoulo, Modi, Deres, Xamoudochori, Platanias i Sirili, a była zamieszkiwana przez 5275 osób (dane z 31.12.2010). Pierwszą gminę Platanias utworzono w 1925 r., jako niezależną gminę wiejską w prowincji Kissamos.
Na obszarze gminy zlokalizowana jest wieś Maleme, miejsce lądowania oddziałów niemieckich w czasie inwazji na Kretę w 1941 r. Okoliczne miejscowości były terenem szczególnie zaciętych walk pomiędzy spadochroniarzami 7 Dywizji Lotniczej gen. Kurta Studenta, a oddziałami korpusu ANZAC i siłami greckimi pod dowództwem gen. Bernarda Freyberga. W Maleme znajduje się również niewielki cmentarz żołnierzy niemieckich poległych w czasie lądowania oraz lotnisko używane przez greckie siły powietrzne i lotnictwo ogólne.

## Miejscowość
Wieś Platanias zajmuje powierzchnię 5,25 km², licząc 979 mieszkańców (2011 r.). Zlokalizowana jest na wybrzeżu Morza Śródziemnego (Morza Kreteńskiego), nad Zatoką Chania, 11 km na zachód od miasta Chania. Platanias i dwie sąsiednie miejscowości – Ajia Marina (5,32 km², 1448 mieszkańców) oraz Káto Stalós (obydwie administracyjnie usytuowane już w gminie Chania) to znane kurorty wypoczynkowe z piaszczystymi plażami, wieloma hotelami, restauracjami, barami, klubami nocnymi oraz sklepami z pamiątkami. Obszar ten jest szczególnie popularny wśród turystów skandynawskich, a sezon trwa od kwietnia do października. Niedaleko wybrzeża znajduje się niezamieszkana wyspa Ajioi Theodoroi (0,82 km² powierzchni).
Miejscowość Platanias dzieli się na dwie części:
- Kato Platanias (inaczej Neos Platanias) – usytuowane u podnóża kilku okolicznych wzgórz i wzdłuż wybrzeża, wykorzystywane turystycznie;
- Ano Platanias (inaczej Pano Platanias lub Paleos Platanias) – stara osada na wzgórzach nad wybrzeżem (najwyższy punkt na wysokości 122 m n.p.m.), z widokiem na Kato Platanias. Pierwsza wzmianka o niej pochodzi z 1577 r. (nazwana „wieżą Plataneas”), a zawarta jest w dokumencie weneckim. W czasie okupacji osmańskiej na wzgórzu wybudowano fortecę, służącą głównie jako obserwatorium. Podczas Rewolucji Kreteńskiej (1895–1898), od lutego 1897 r. Platanias było kwaterą główną wojsk greckich, które przybyły na wyspę pod dowództwem Timoleona Vassosa. Następnie w granicach Państwa Kreteńskiego (1898–1913). W ciągu sześciu miesięcy 1942 r. pod kościołem Ajios Dimitrios, z rozkazu stacjonujących tu niemieckich oficerów, przymusowi robotnicy wydrążyli podziemne korytarze o łącznej długości 120 metrów. Początkowo służyły one Niemcom jako schron, później zaś do przechowywania amunicji i broni[5].